# Satyrium esakii
Satyrium esakii is een vlinder uit de familie van de Lycaenidae. De wetenschappelijke naam van de soort werd als Strymon esakii in 1948 gepubliceerd door Shirôzu.